# Carlotta (geslacht)
Carlotta is een geslacht van hooiwagens uit de familie Gonyleptidae.
De wetenschappelijke naam Carlotta is voor het eerst geldig gepubliceerd door Roewer in 1943.

## Soorten
Carlotta omvat de volgende 2 soorten:
- Carlotta dubia
- Carlotta serratipes